# Hipódromo de la Zarzuela
Hipódromo de la Zarzuela er en spansk hestevæddeløbsbane beliggende i distriktet Moncloa-Aravaca i den spanske hovedstad Madrid. Den blev indviet i maj 1941 efter at byggeriet blev påbegyndt i 1935.